# Joseph-Anne-Marie de Moyriac de Mailla
Joseph-Anne-Marie de Moyriac de Mailla (Moirans, 1669. december 16. – Peking, 1748. június 28.) francia jezsuita hittérítő, sinológus. (Kínai neve pinjin átírásban: Féng Bǐngzhèng; magyar népszerű: Feng Ping-cseng; hagyományos kínai: 馮秉正; egyszerűsített kínai: 冯秉正.)

## Élete és munkássága
Mailla 1686-ban csatlakozott a jezsuita rendhez, 1701-ben pedig Kínába küldték missziós munkát végezni. 1703-ban Marokkó érintésévek Kantonba hajózott, ahol mindenekelőtt alaposan elsajátította a kínai nyelvet.
Különösen a kínai történelem tanulmányozásában mélyedt el, de közte volt azon jezsuitáknak is, akiket Kang-hszi császár azzal a feladattal bízott meg, hogy térképezzék fel birodalmát, eredményeiket térképek formájában adják át. Mailla, rendtársaival, Jean-Baptiste Régisszel és Roman Hidererrel Honan, Csöcsiang, Fucsien tartományok és Formosa sziget feltérképezési munkáit végezték el. A munka befejezésekor, a császár elismerése jeléül kínai hivatalnoki rangot adományozott Mailla atyának.
Mailla ötvenéves korában kezdte el megtanulni az uralkodó ház anyanyelvét, a mandzsut. Mandzsuból fordította le a kínai, monumentális kormányzási mű, a Tung-csien kang-mu (通鑒綱目) kivonatát franciára, amelyet több részletbe 1730 és 1737 között küldött haza Franciaországba. A kézirata harminc éven át a lyoni egyetem könyvtárában hevert, s csak halála után került kiadásra. Mailla volt az első európai tudós, aki megismertette a nyugati világgal a Dokumentumok könyve című nagy jelentőségű klasszikus kínai történeti művet, melynek jelentős részét ugyancsak lefordította. A levelei (Lettres édifiantes) fontos forrásai a kínai keresztényüldözésnek, amelynek maga is elszenvedője és kortárs szemtanúja volt.
Mailla 79 évesen, 1748-ban Csien-lung császár uralkodása idején hunyt el a kínai birodalom fővárosában.

## Munkái
- Histoire générale de la Chine ou annales de cet empire, douze volumes, Paris, 1777–1783

## Fordítás
- Ez a szócikk részben vagy egészben  a   Joseph-Anne-Marie de Moyriac de Mailla című angol Wikipédia-szócikk ezen változatának fordításán alapul.  Az eredeti cikk szerkesztőit annak laptörténete sorolja fel. Ez a jelzés csupán a megfogalmazás eredetét és a szerzői jogokat jelzi, nem szolgál a cikkben szereplő információk forrásmegjelöléseként.